# 狼 (映画)
『狼』（おおかみ）は、1955年に公開した近代映画協会製作の日本映画。金に困って生活を追われていた人々が保険勧誘員になり、やがて強盗にはしる姿を描く。
弱者を追い詰める会社組織の残虐性を描いた犯罪映画。

## スタッフ
- 監督・脚本：新藤兼人
- 製作：絲屋寿雄、山田典吾、能登節雄
- 撮影：伊藤武夫
- 音楽：伊福部昭
- 編集：今泉善珠

## キャスト
- 矢野秋子：乙羽信子
- 藤林富江：高杉早苗
- 三川義行：殿山泰司
- 原島之男：浜村純
- 吉川房次郎：菅井一郎
- 和田医師：宇野重吉
- 東洋生命支社橋本桜部長：小沢栄
- 東洋生命支社長：東野英治郎
- 東洋生命支社本社営業部長：清水将夫
- 東洋生命支社営業課長：三島雅夫
- 山本秀夫：信欣三
- 捜査本部警部：永田靖
- 東洋生命支社西部支部長：御橋公
- 小学校の女教員：岸旗江
- 原島智子：坪内美子
- 吉川たか：英百合子
- 捜査本部刑事：河野秋武
- 捜査本部警部補：神田隆
- 洗濯屋主人：左卜全
- 勧誘員：小笠原章二郎
- 勧誘員：武田正憲
- 東洋生命支社町田梅部長：北林谷栄
- たみ：高野由美
- 三川文代：菅井きん
- 十二号の看護婦：奈良岡朋子
- 病院の女事務員：佐々木すみ江
- 岡野：柳谷寛
- 佐藤：近藤宏
- 高橋孝：下元勉
- 男：芦田伸介
- 勧誘員：鶴丸睦彦
- 押し売り：高原駿雄
- 秋子の息子：松山省二
- 森山：望月伸光
- 踏切の警官：下條正巳

以下は配役不明
- 中原早苗
- 清川玉枝
- 花岡菊子
- 朝霧鏡子
- 田中筆子
- 嵯峨善兵
- 金子信雄
- 清水一郎
- 斎藤美和
- 島田文子
- 安部徹
- 紅沢葉子
- 戸田春子
- 原ひさ子
- 三崎千恵子
- 田中敬子
- 花沢徳衛
- 石島房太郎
- 田島義文
- 宮坂将嘉
- 日野道夫
- 高島敏郎
- 松下達夫
- 富田浩太郎
- 庄司永健
- 木下ゆず子
- 幸田宗丸
- 曙ゆり（特別出演）

ほか